# Iglesia de Nuestra Señora del Socorro (Tinaquillo)
La parroquia “Nuestra Señora Del Socorro” está ubicada en el centro de la ciudad de Tinaquillo, frente a la Plaza Bolívar de la ciudad, sin embargo, la iglesia precedente, estaba ubicada en la avenida Bolívar, en frente de lo que hoy es el gimnasio deportivo.
Esta iglesia original, de la cual solo quedan sus ruinas, era pequeña en relación con la actual y estaba en manos de sacerdotes dedicados, de los cuales se guarda memoria en el libro de gobierno de la parroquia. Al estar en malas condiciones, y viéndose como un peligro para los fieles debido al deterioro de techos y paredes, se procedió, mediante aportes de bienhechores, en los años 30, a la construcción de la actual Iglesia. Como anécdota se ha de decir que muchos, al hablar de ella, por la belleza que representa, la llaman “Catedral” siendo así que la única Catedral está en la ciudad de Tinaquillo.

## Descripción
La Iglesia posee grandes dimensiones de fondo y de altura mas no en su anchura. Tres naves la conforman y según se mira de frente al altar mayor, la nave izquierda está dedicada a la imagen del Sagrado Corazón de Jesús; no obstante, a lo largo de su recorrido, posee nichos especialmente dedicados a la virgen María Auxiliadora de los cristianos; a la Virgen del Carmen y San Antonio de Padua. Además de ello posee una pequeña capilla que es el resguardo del resto de las imágenes, que por su cuidado no pueden estar fuera: Resucitado; el sepulcro; el pesebre, etc.
La nave central, más ancha y alta, se dirige hacia el altar mayor que se distingue por su altura y por un baldaquino de mármol blanco que fue donado en su tiempo por un bienhechor. Hace de pequeña capilla al altar mayor que está ricamente adornado por mármol blanco y sostenido con cuatro pares de pequeñas columnas, con adornos de capiteles. Detrás de este altar y en lo alto, se encuentra una hermosa cruz que precede con su mirada a toda la iglesia y encima, se conserva el nicho destinado a la patrona.
La nave derecha está reservada al Santísimo Sacramento del altar. En la parte superior se encuentra una gran hermosa imagen de la Patrona de Venezuela y en la parte baja, hay un altar menor para las celebraciones diarias. De igual forma, a lo largo de la nave, se encuentran las imágenes de San José, la Virgen de Fátima y la Virgen Milagrosa.

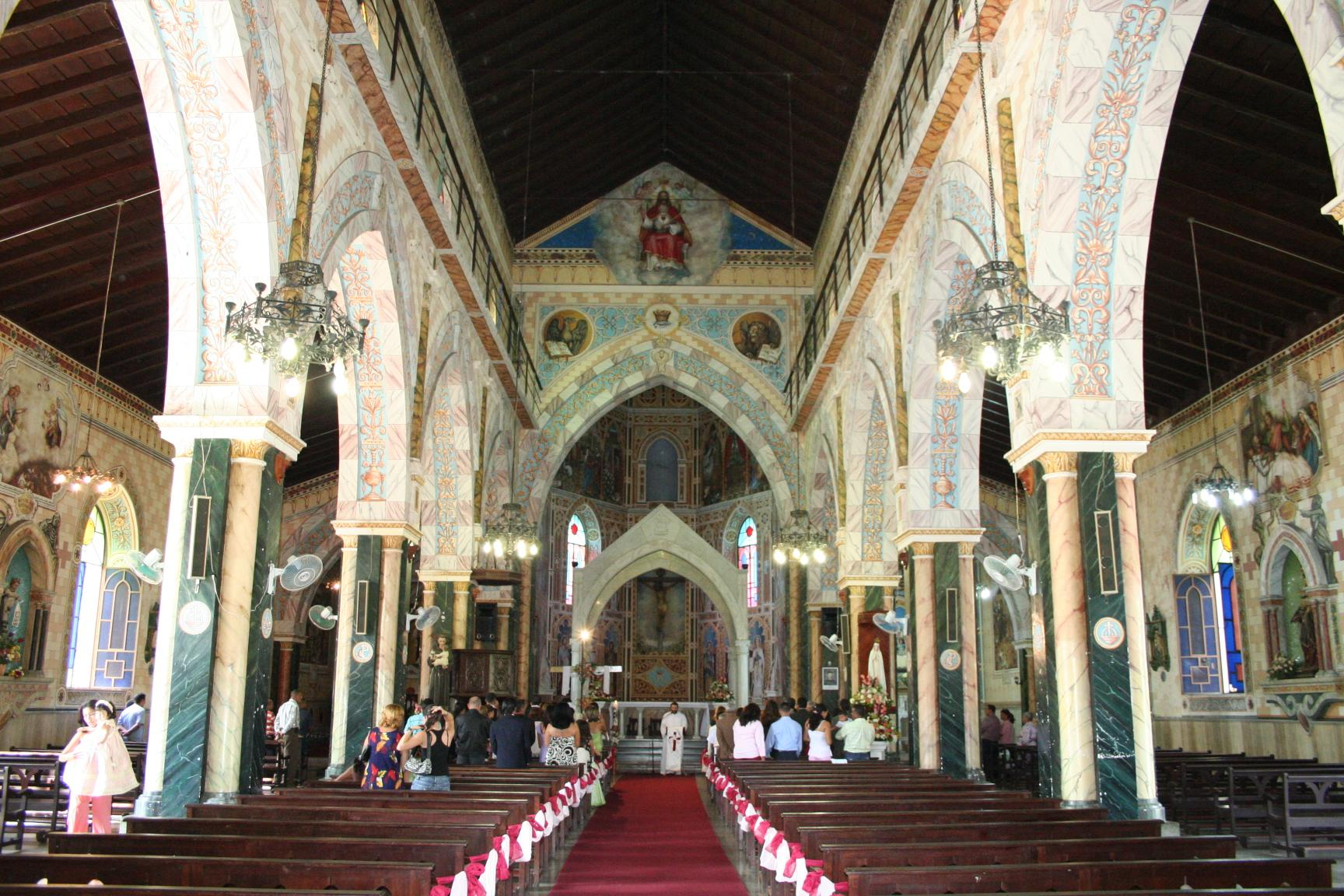
Interior de la iglesia

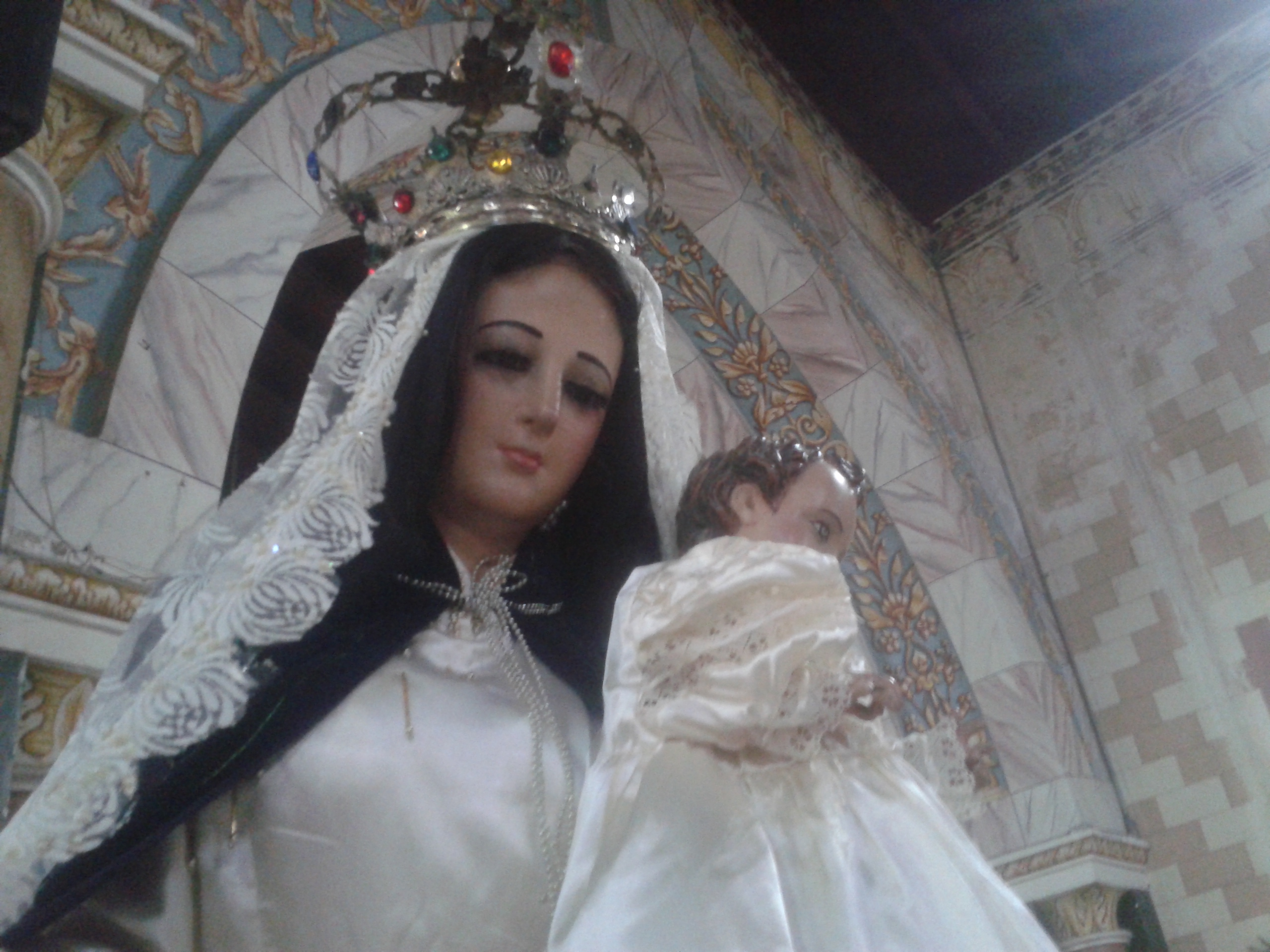
Imagen de Nuestra Señora del Socorro, patrona de Tinaquillo.

También en esta nave se encuentra una pequeña capilla dedicada a la patrona de la parroquia ricamente colocada en un nicho especial para ella y debajo, otro pequeño altar diseñado para celebraciones litúrgicas.
El templo fue pintado de forma total entre los años 1948 al 1956 aproximadamente; en la técnica de fresco…y sin saberlo del todo, el Señor Ginesotto, pintor italiano con sus ayudantes, dejó una hermosa obra de arte que no es superada por la belleza colonial de las otras iglesias. A continuación detallamos sus dibujos…
De menor a mayor, diversas escenas muestran las pinturas en fresco que son producto de la devoción del pintor y del pueblo: en el nicho de la Virgen del Carmen se encuentra una alegoría de dos esqueletos que significan la muerte. Esta advocación del Carmen es muy apreciada porque sus devotos dicen que ella rescata a las almas de las garras de la muerte y del infierno y quienes mueran en su día, de seguro irán al cielo. No se trata del bien y del mal sino de la Gracia que triunfa gracias a la misericordia de Dios dispensada en su madre María.
Opuesta a esta imagen, en la nave derecha, se encuentra otro dibujo encima de la imagen de San José. Es una alegoría de la muerte del patriarca José y Jesús asistiéndolo en esa hora. Ambas figuras muestran una vez más la misericordia de Dios y el mismo Jesús con su gesto, exhorta a José a confiar en Dios Padre, quien le ha de dar la corona merecida por aceptar tan gran compromiso de la paternidad putativa.
Justo en la nave derecha, encima del Santísimo y de la Virgen de Coromoto, en tres escenas en primer lugar, se muestra la visión de la “Gran Señora Blanca”; en segundo lugar, el lugar donde se encuentra el indio Coromoto con la Virgen y por último, la escena en la cual el obispo de aquel tiempo, recibe de manos de los frailes capuchinos y de un grupo de indígenas, la imagen. En un lugar más alto se encuentran los símbolos de la madre Patria Venezuela: la bandera y el escudo. Por supuesto que permanece tal cual como fue pintada y la “violencia reformista” del gobierno actual (1999-2008) no ha tocado esta belleza artística.
A los laterales se encuentran dos indígenas que hacen loas a la gran Madre de Dios.
En la nave central, y detrás, en el coro, se encuentra la simbología de los cuatro evangelistas: El Águila; el león; el toro y el ser en forma humana. Aparte de ello, en la parte superior, encima de la sede, se encuentra la imagen de Dios Todopoderoso. Detrás, una representación de Santa Cecilia, patrona de los músicos más una escena de los tiempos davídicos.
Si nos dirigimos detrás del altar mayor, veremos unas cuantas figuras bíblicas veterotestamentarias: tres grandes hombres: Isaías, Abraham y Moisés; tres grandes mujeres: Ruth, Esther y Judith. En la parte superior escenas de la vida de San José en el taller de carpintería y de María en el pueblo de Nazareth. Además, otras figuras de santos: San Luis Gonzaga; Santo Domingo Savio.
En general, la iglesia totalmente por dentro, está dibujada con filigranas de colores pasteles en tonos de grises, azules, verdes y rojos suaves, más bien tirando a violáceos. Son hermosas filigranas que están entrelazadas en alabanzas a Dios, a la Virgen María, etc si se logran descubrir en los arcos del templo. Además de ello, las columnas fueron pintadas para asemejar mármol envejecido. Por fuera, sus decoraciones y las paredes lisas se han mantenido muy bien cuidadas entre colores grises, contrastados con color púrpura que le dan una belleza singular.

Iglesia Nuestra Señora del Socorro
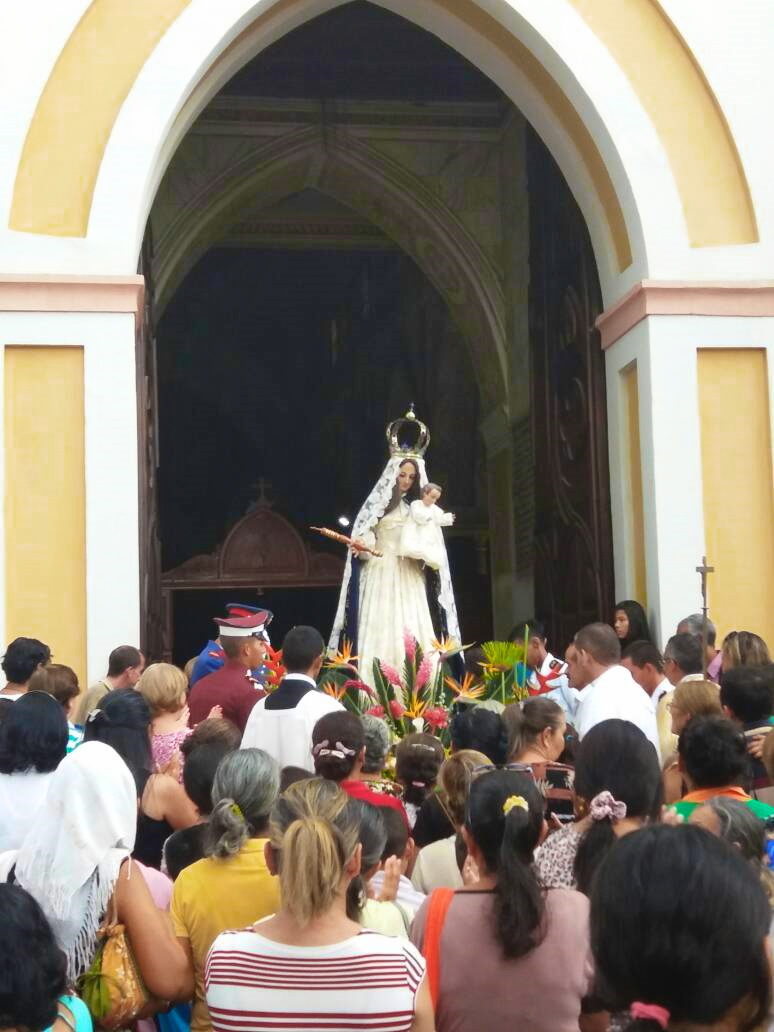
Fiestas Patronales en el mes de Noviembre..